# Маривил (Илиноис)
Маривил (енгл. Murrayville) град је у америчкој савезној држави Илиноис.

## Демографија
По попису из 2010. године број становника је 587, што је 57 (-8,9%) становника мање него 2000. године.
| Група             | 2000.       | 2010.       |
| Белци             | 640 (99,4%) | 578 (98,5%) |
| Афроамериканци    | 0 (0,0%)    | 2 (0,3%)    |
| Азијати           | 0 (0,0%)    | 2 (0,3%)    |
| Хиспаноамериканци | 0 (0,0%)    | 6 (1,0%)    |
| Укупно            | 644         | 587         |